# East Greenbush
East Greenbush es un pueblo ubicado en el condado de Rensselaer en el estado estadounidense de Nueva York. En el año 2000 tenía una población de 15,560 habitantes y una densidad poblacional de 249 personas por km².

## Geografía
East Greenbush se encuentra ubicado en las coordenadas 42°35′28.53″N 73°42′7.65″O / 42.5912583, -73.7021250.

## Demografía
Según la Oficina del Censo en 2000 los ingresos medios por hogar en la localidad eran de $53,822, y los ingresos medios por familia eran $62,917. Los hombres tenían unos ingresos medios de $43,028 frente a los $31,777 para las mujeres. La renta per cápita para la localidad era de $25,503. Alrededor del 3% de la población estaban por debajo del umbral de pobreza.